# John Aspin
John Aspin (Glasgow, 21 de março de 1877 — 19 de fevereiro de 1960) foi um velejador britânico, campeão olímpico. Ele competiu nos Jogos Olímpicos de Verão de 1908 na classe 12 Metre e conquistou a medalha de ouro na disputa a bordo do Hera com Thomas Glen-Coats, John Downes, John Buchanan, James Clark Bunten, Arthur Downes, David Dunlop, John Mackenzie, Albert Martin e Gerald Tait. Na época, apenas o timoneiro e o imediato receberam medalhas de ouro, enquanto a tripulação recebeu medalhas de prata. No entanto, Aspin é creditado como tendo recebido ouro no banco de dados olímpico oficial.